# NGC 6190
NGC 6190 is een spiraalvormig sterrenstelsel in het sterrenbeeld Draak. Het hemelobject werd op 30 oktober 1883 ontdekt door de Amerikaanse astronoom Lewis A. Swift.

## Synoniemen
- UGC 10443
- MCG 10-23-82
- ZWG 298.44
- ZWG 299.4
- IRAS 16312+5832
- PGC 58458